# Varšavská univerzita
Varšavská univerzita (polsky: Uniwersytet Warszawski) je největší polská univerzita nacházející se v polském hlavním městě Varšava. Byla založena 19. listopadu 1816 po svolení ruského cara Alexandra I. K říjnu roku 2005 studovalo na této univerzitě 56 858 studentů. V roce 1998 zahájila na Právnické fakultě činnost druhá právní klinika v Polsku, která se stala známou zejména pro iniciaci řízení ve věci Tysiąc v. Poland před Evropským soudem pro lidská práva, v němž bylo shledáno porušení základních lidských práv žalobkyně.

## Slavní absolventi
- Jerzy Andrzejewski – polský spisovatel
- Zygmunt Bauman – polsko-britský sociolog, filosof a esejista
- Menachem Begin – izraelský premiér a nositel Nobelovy ceny míru
- Tadeusz Borowski – polský spisovatel a novinář
- Kazimierz Brandys – polský spisovatel a scenárista
- Jan Brzechwa – polský spisovatel - autor dětských knih
- Frédéric Chopin – pianista a skladatel
- Lech Kaczyński – polský prezident
- Bronisław Komorowski – polský prezident
- Maria Nurowska – polská spisovatelka
- Bolesław Prus – polský prozaik
- Magdalena Środa – polská akademička, filozofka
- Jicchak Šamir – izraelský premiér
- Stanisław Wojciechowski – polský prezident
- Olga Tokarczuková – polská spisovatelka, laureátka Nobelovy ceny za literaturu za rok 2018
- Jan Olszewski –  polský politik
- Alpha Oumar Konaré – prezident Mali
- Włodzimierz Cimoszewicz – polský politik
- Ludwik Dorn – polský politik